# Fish Lake Juti
Fish Lake Juti (Fish Lake Utes).-  Jedna od malenih šošonskih bandi iz grupe Ute Indijanaca nastanjenih u središnjem Utahu, između bandi Red Lake na istoku i Pahvant na zapadu. Fish lake Juti udružili su se s Južnim Pajutima, pa se danas identificiraju pod pajutskim imenom. 
Jezično pripadaju plemenima što su govorila southern numic jezicima i dijalektima, a od Juta to su uz njih bili i Red Lake, Pahvant i Tumpanogots,  te od južno-pajutskuh bandi Las Vegas Paiutes, Kaibab, Uinkarets, Shivwits i Moapa.